# Abdelazer
Abdelazer (también Abdelazar) o La Venganza del Moro es una obra teatral de 1676 de Aphra Behn, adaptación de la tragedia Los Dominios de la Lujuria de hacia 1600.
El compositor Henry Purcell escribió música incidental (Z.570) para una producción en el verano de 1695, con los siguientes movimientos:
1. Obertura
2. Rondeau
3. Air
4. Air
5. Minueto
6. Air
7. Jig
8. Hornpipe
9. Air
10. Una canción titulada: «Lucinda is bewitching fair» («Lucinda es de una belleza hechizante»)

El rondeau fue utilizado por Benjamin Britten como tema para su conjunto de variaciones de Guía de orquesta para jóvenes (1946). También fue utilizado como el tema de la serie de televisión The First Churchills (1969), como la canción de introducción para Intellivision del videojuego de Thunder Castle (1986), y puede ser escuchado como el baile de la música en el baile de Netherfield en la película Orgullo y Prejuicio (2005). El arreglo de Britten se utiliza como un motivo recurrente en la película Moonrise Kingdom (2012). El programa Clásicos dominicales, que durante varios años condujo la directora de la Camerata Barroca de Caracas, Isabel Palacios, tenía la pieza de Britten como tema de presentación del programa.